# Thành lũy Kraków
Thành lũy Kraków (tiếng Ba Lan: Barbakan Krakowski) là một thành lũy - một tiền đồn kiên cố một khi được kết nối với các bức tường thành phố. Đây là một cửa ngõ lịch sử dẫn vào Phố cổ Kraków, Ba Lan. Thành lũy là một trong số ít các di tích còn lại của mạng lưới các công sự và hàng rào phòng thủ phức tạp đã từng bao vây thành phố hoàng gia Kraków ở phía nam Ba Lan. Nó hiện đang phục vụ như là một điểm thu hút khách du lịch và địa điểm cho một loạt các triển lãm.
Ngày nay, thành lũy thuộc thẩm quyền của Bảo tàng Lịch sử Thành phố Kraków. Khách du lịch có thể tham quan nội thất của nó với các biểu tượng trưng bày phác thảo sự phát triển lịch sử của các công sự ở Kraków.

## Lịch sử
Thành lũy theo phong cách kiến trúc Gô-tích, được xây dựng vào khoảng năm 1498, là một trong ba tiền đồn được củng cố như vậy vẫn còn tồn tại ở châu Âu và được bảo tồn tốt nhất. Đó là một cấu trúc gạch hình trụ được xây dựng với sân trong có đường kính 24,4 mét và bảy tháp pháo. Bức tường dày 3 mét của nó giữ 130 lỗ đặt súng. Thành lũy ban đầu được liên kết với các bức tường thành phố bằng một lối đi có mái che dẫn qua Cổng St. Florian và phục vụ như một trạm kiểm soát cho tất cả những người ra vào thành phố.
Người Ba Lan xây dựng thành lũy vì sợ một cuộc tấn công của Đế chế Ottoman sau thất bại của Vua John I Albert trong Trận chiến rừng Cosmin.
Thành lũy đã tham gia bảo vệ Kraków năm 1587 trước Cuộc bao vây Kraków (1587) của Maximilian III, Archduke của Áo, trong Cuộc bao vây Kraków (1655) và cuộc bao vây Kraków (1657), và quân đội Nga trong thời gian Chiến tranh Nga Ba Lan năm 1792.
Tòa nhà bị đe dọa phá hủy vào đầu thế kỷ 19. Tuy nhiên, vào năm 1817, hai thượng nghị sĩ của Thành phố Tự do Kraków, Feliks Radwanski và Jan Librowski, đã thuyết phục Thượng viện bảo tồn thành lũy và các phần khác của các công sự cũ.

## Thiết kế
Thành lũy ban đầu là một tòa tháp lớn, tròn với không gian mở bên trong với đường kính 25 m (82 ft). Nó được xây bằng gạch và đá và cao bốn tầng. Nó có bảy tháp canh. Các bức tường dày khoảng 3 m (9,8 ft) tại cơ sở và 0,5 m (1 ft 7,7 in) ở trên cùng. Cổng bên ngoài của thành lũy, Cổng Kleparz, được bảo vệ bởi một con hào lớn hình bán nguyệt rộng 2626 m (85,3 ft) và sâu  6 m (19,7 ft).

## Tính năng, đặc điểm
Được coi là một kiệt tác của kỹ thuật quân sự thời trung cổ, pháo đài hình tròn của Kraków's Barbakan đã được thêm vào các công sự của thành phố dọc theo tuyến đường hoàng gia vào cuối thế kỷ 15, dựa trên chiến lược phòng thủ của Ả Rập thay vì châu Âu. Trên bức tường phía đông của nó, một chiếc tablet bảng kỷ niệm chiến công của một người Krakow, Marcin Oracewicz, người, trong Liên đoàn luật sư, đã bảo vệ thị trấn chống lại người Nga và bắn Đại tá Panin của họ.

## Hình ảnh

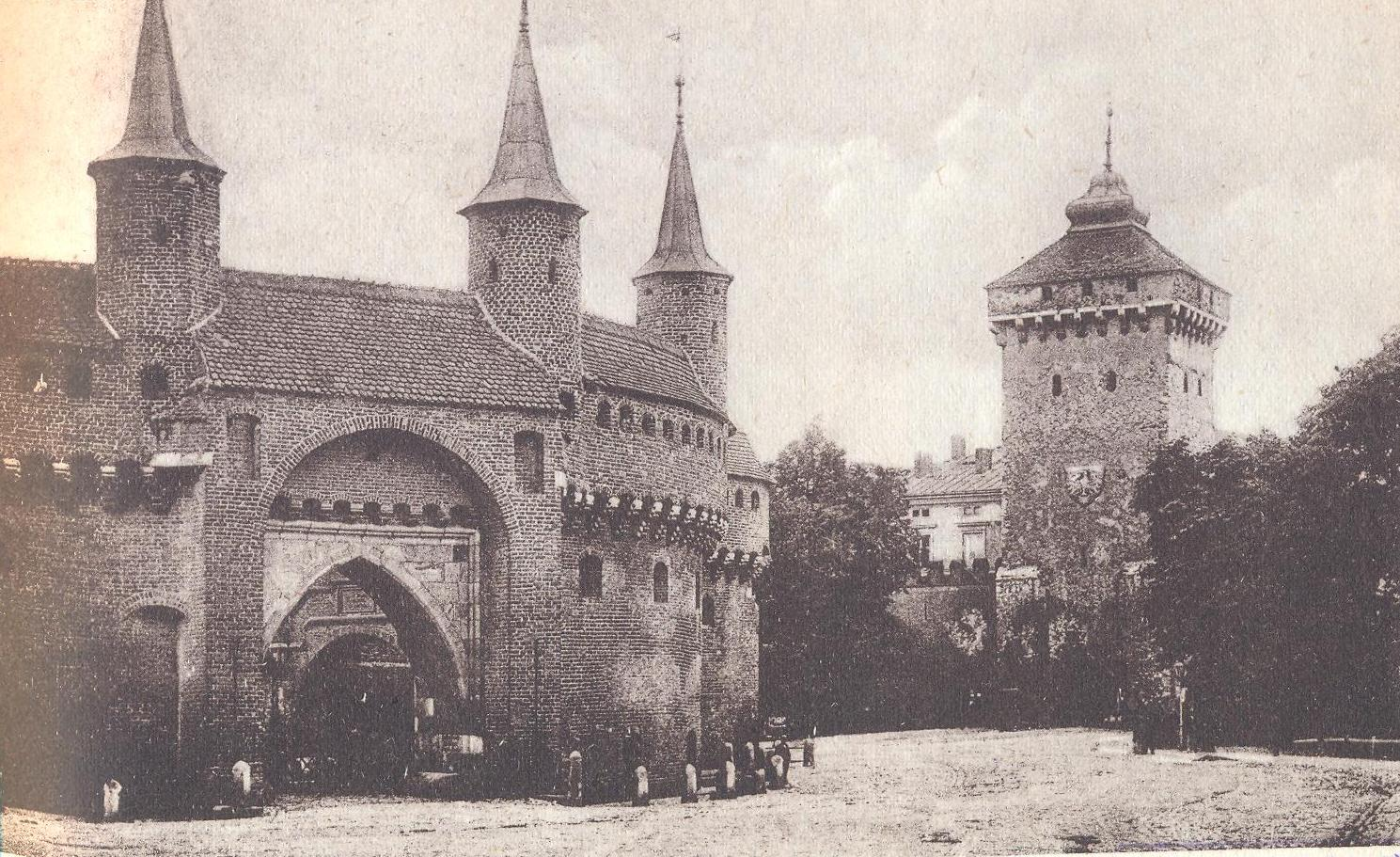
Kraków Barbican trong những năm 1930
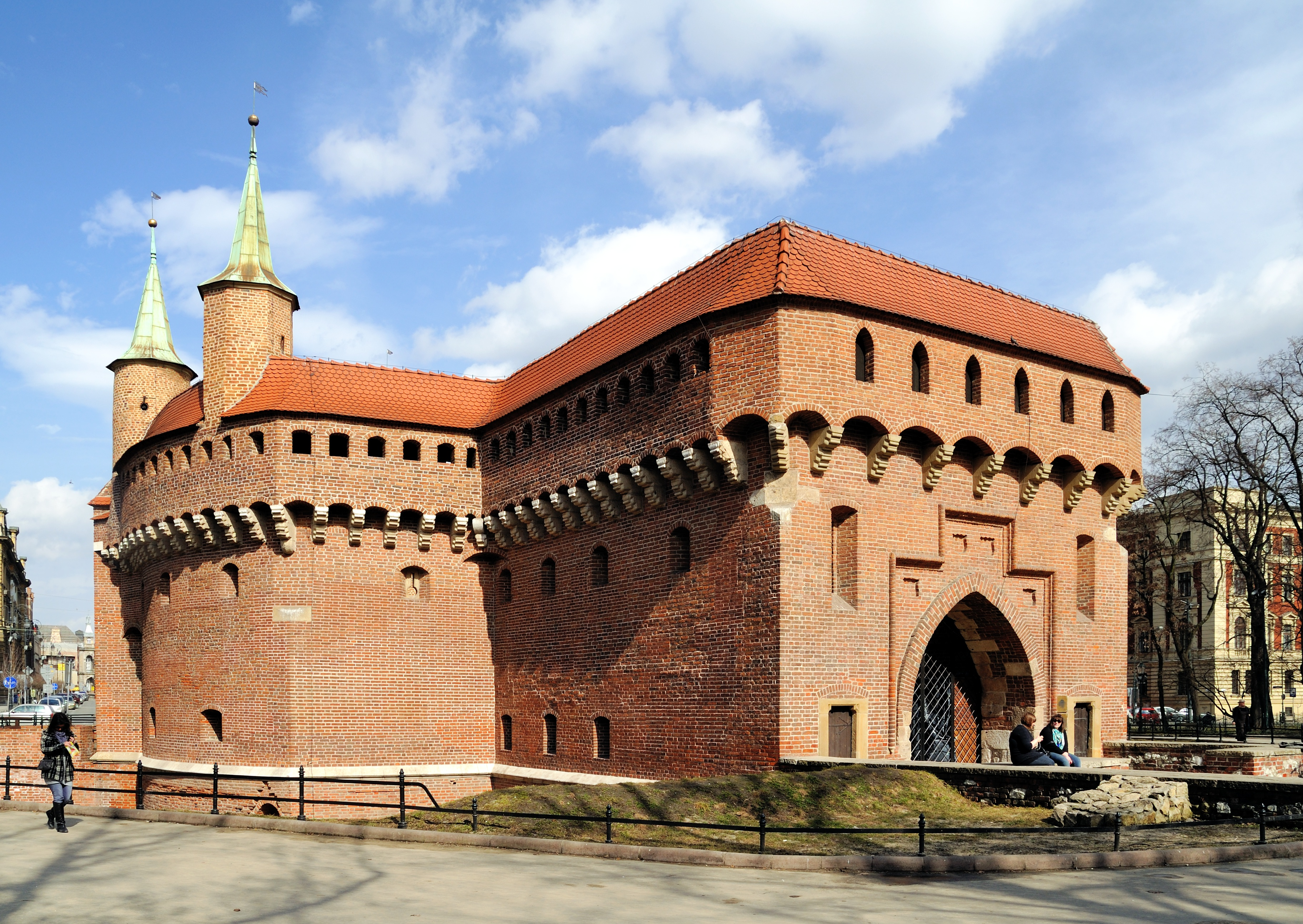
Cổng vào lối đi kiên cố trước đây đối diện với Cổng St. Florian
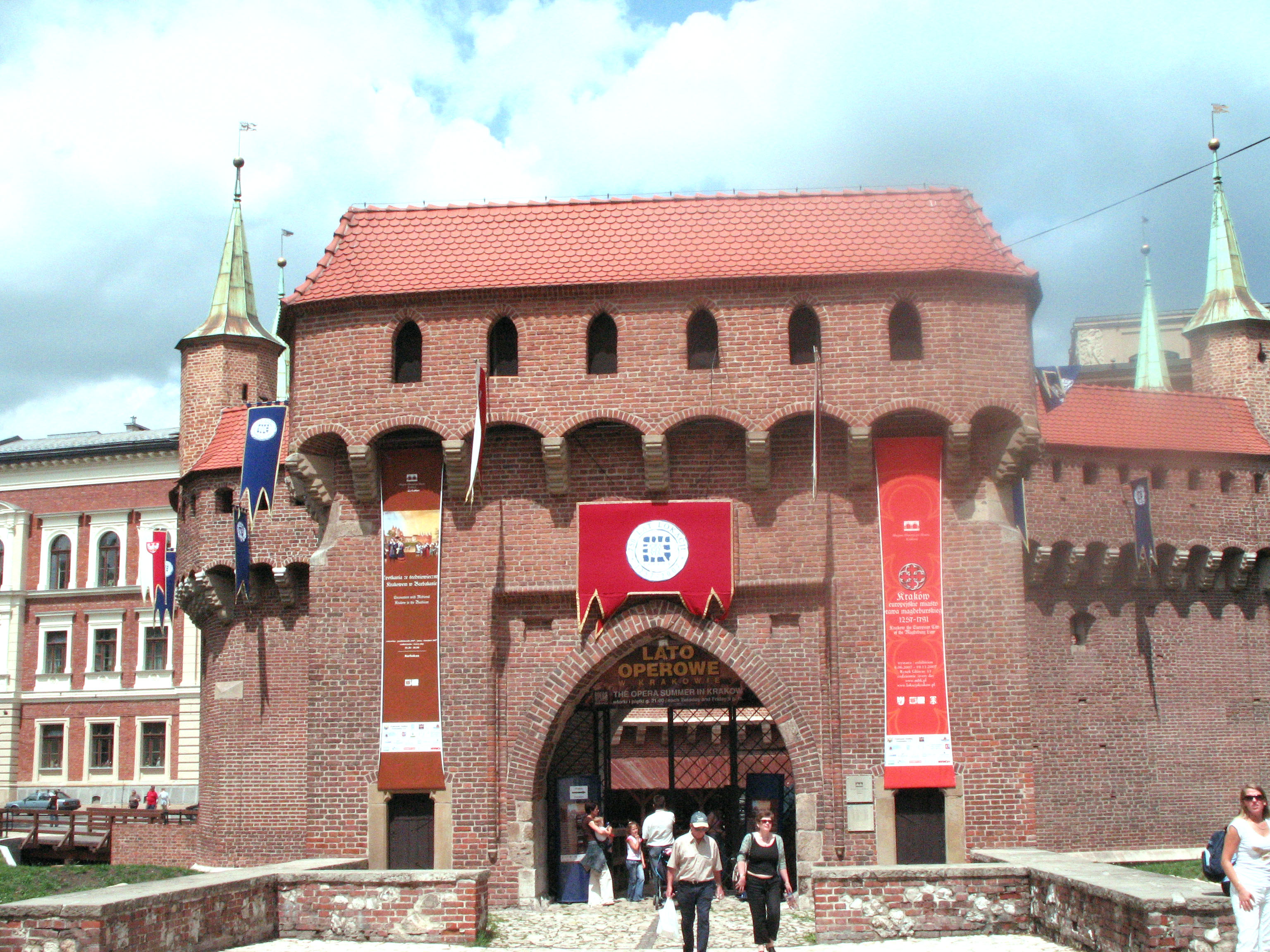
Thành lũy Kraków với lối vào hiện đại
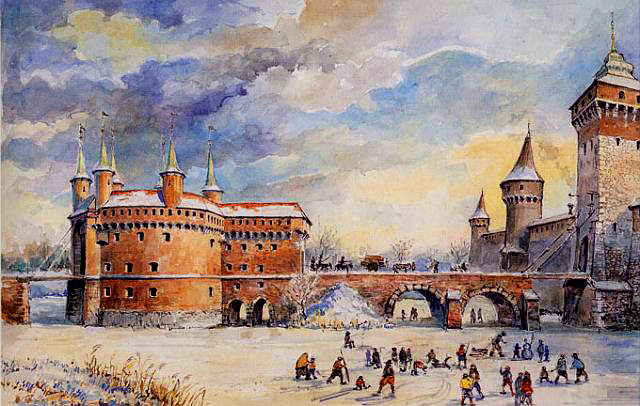
Bức tường phòng thủ của thành lũy và cây cầu kết nối từ trước khi phá hủy thế kỷ 19 của họ

## liên kết ngoài
Tư liệu liên quan tới Barbakan in Kraków tại Wikimedia Commons
- Làm sao để tới đó?
- Kraków Ba Lan Lưu trữ ngày 20 tháng 4 năm 2009 tại Wayback Machine: thông tin về và hình ảnh của Kraków's Barbican